# Bovichtus angustifrons
Bovichtus angustifrons är en fiskart som beskrevs av Regan, 1913. Bovichtus angustifrons ingår i släktet Bovichtus och familjen Bovichtidae. Inga underarter finns listade.